# Parco Europa
Il parco Europa (parch Euròpa in piemontese), chiamato parco di Cavoretto (parch ëd Cavorèt) fino al 1961, è un parco delle Colline del Po di Torino, a Cavoretto. Localizzato a una quota tra i 315 e 368 m s.l.m., si trova a circa 6 km dalla città, e vanta un buon punto panoramico su di essa. Salendo da Piazzetta Freguglia, si arriva al grazioso parco, spesso identificato con lo stesso quartiere di Cavoretto, e da cui si gode di un belvedere sulla città di Torino.

## Storia
Fu progettato verso la fine degli anni 1950 da Pietro Bertolotti, allora direttore del servizio Giardini e Alberate del Comune, che aveva appena ereditato i terreni dai nobili Morelli di Popolo. I terreni erano già predisposti da una primitiva struttura a spianata con terrazzamento pensile, a causa di passati lavori, mai completati, per erigere l'ipotetica fortezza del marchese Carlo Vincenzo Ferrero d'Ormea (1737), ministro di Vittorio Amedeo II di Savoia e signore di Cavoretto; tuttavia, l'opera fu successivamente interrotta dal veto di Carlo Emanuele III di Savoia, in quanto considerato potenziale obiettivo militare sensibile.
I lavori dell'attuale parco iniziarono nel 1954, con la creazione del vasto poggio, su cui furono impiantati 64 pini italici (Pinus pinea), ben acclimatati grazie alla posizione soleggiata, e il roseto sottostante, oggi quasi dismesso.
Negli anni successivi, furono attuati gli altri espropri necessari, fino al Cimitero di Cavoretto e al perimetro di Strada delle Terrazze, arrivando alle dimensioni attuali nel 1961, quando fu portato a compimento per il centenario dell'Unità d'Italia. In tale contesto, con uno spirito celebrativo internazionale, fu chiamato "Europa". Fu altresì realizzata anche la funivia-ovovia che si collegava alla sottostante zona detta, appunto, Italia '61, nel quartiere Nizza-Millefonti. L'impianto fu dismesso a metà degli anni 1960, ma è ancora presente la stazione di arrivo, seppure molto danneggiata.
Tranne la parte nord, rimasta in condizioni seminaturali, il resto del parco fu eretto su gradoni di pietra, percorsi da viali e vialetti, con varie nicchie di vegetazione dai caratteri prevalentemente mediterranei, che costituiscono in fondo la vera peculiarità del Parco, col caratteristico uliveto. Il parco contiene specie botaniche di grande interesse: oltre ai pini, platani e cipressi, anche una collezione di magnolie, biancospini monumentali, siepi di lauroceraso. Importante anche il giardino degli iris.
Il 31 maggio 2018 il Comune di Torino ha intitolato una piazzola all'interno del Parco al compositore Leone Sinigaglia, che risiedeva a Cavoretto.

## Galleria d'immagini

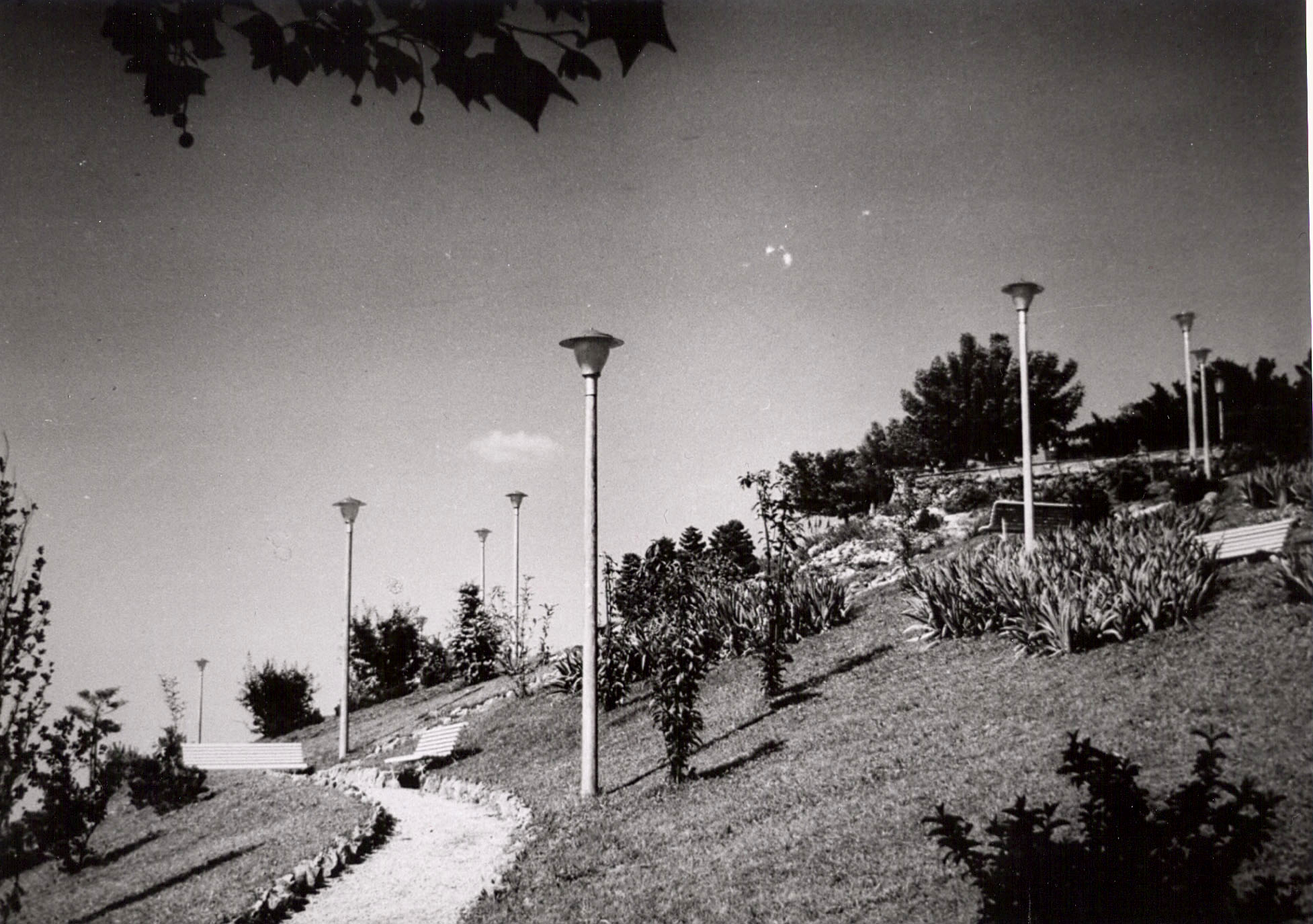
Illuminazione nel 1961, coi lampioni denominati Il Cairo, su progetto di Guido Chiarelli
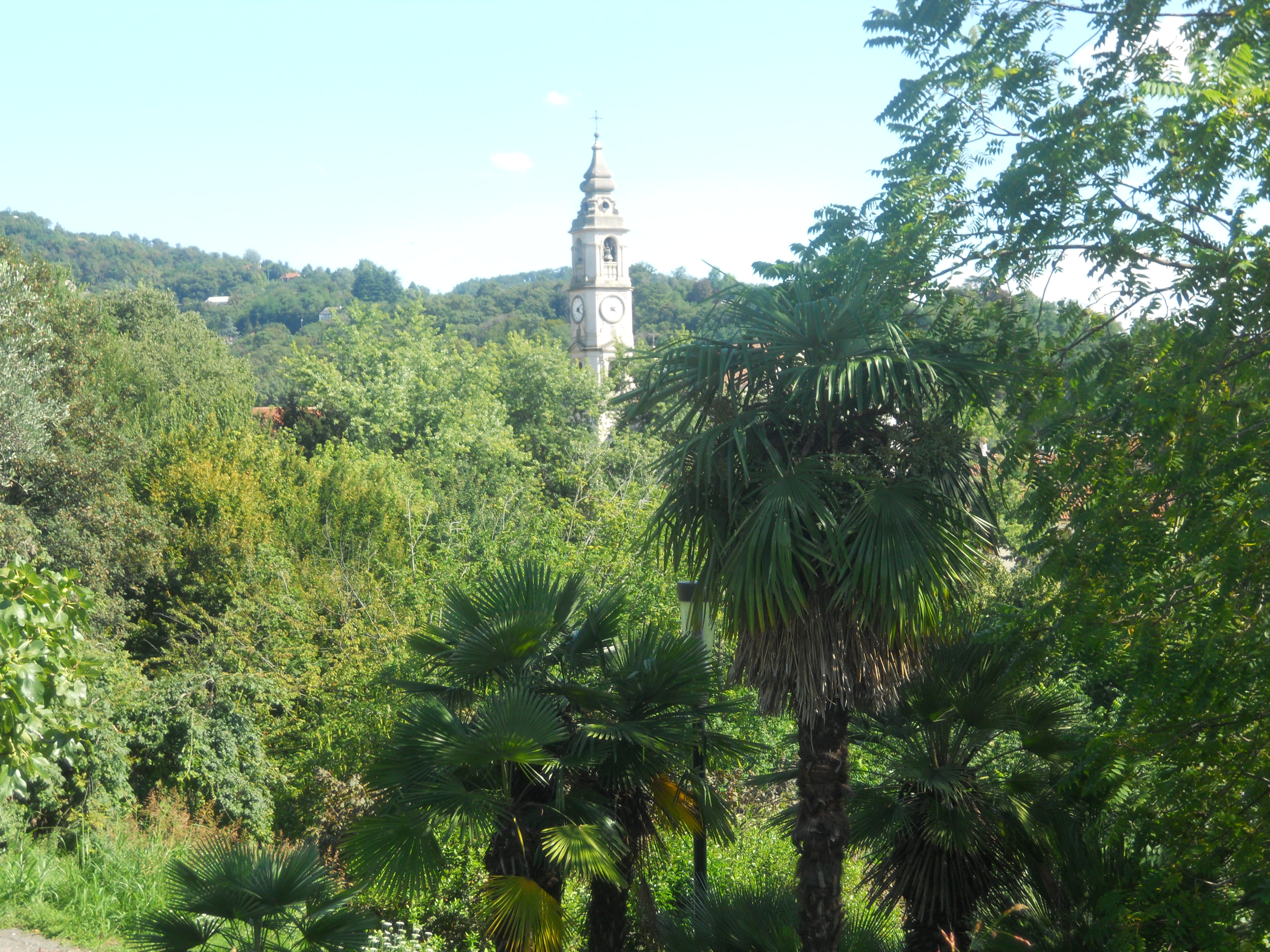
Campanile della chiesa San Pietro in Vincoli di Cavoretto, visto dal parco
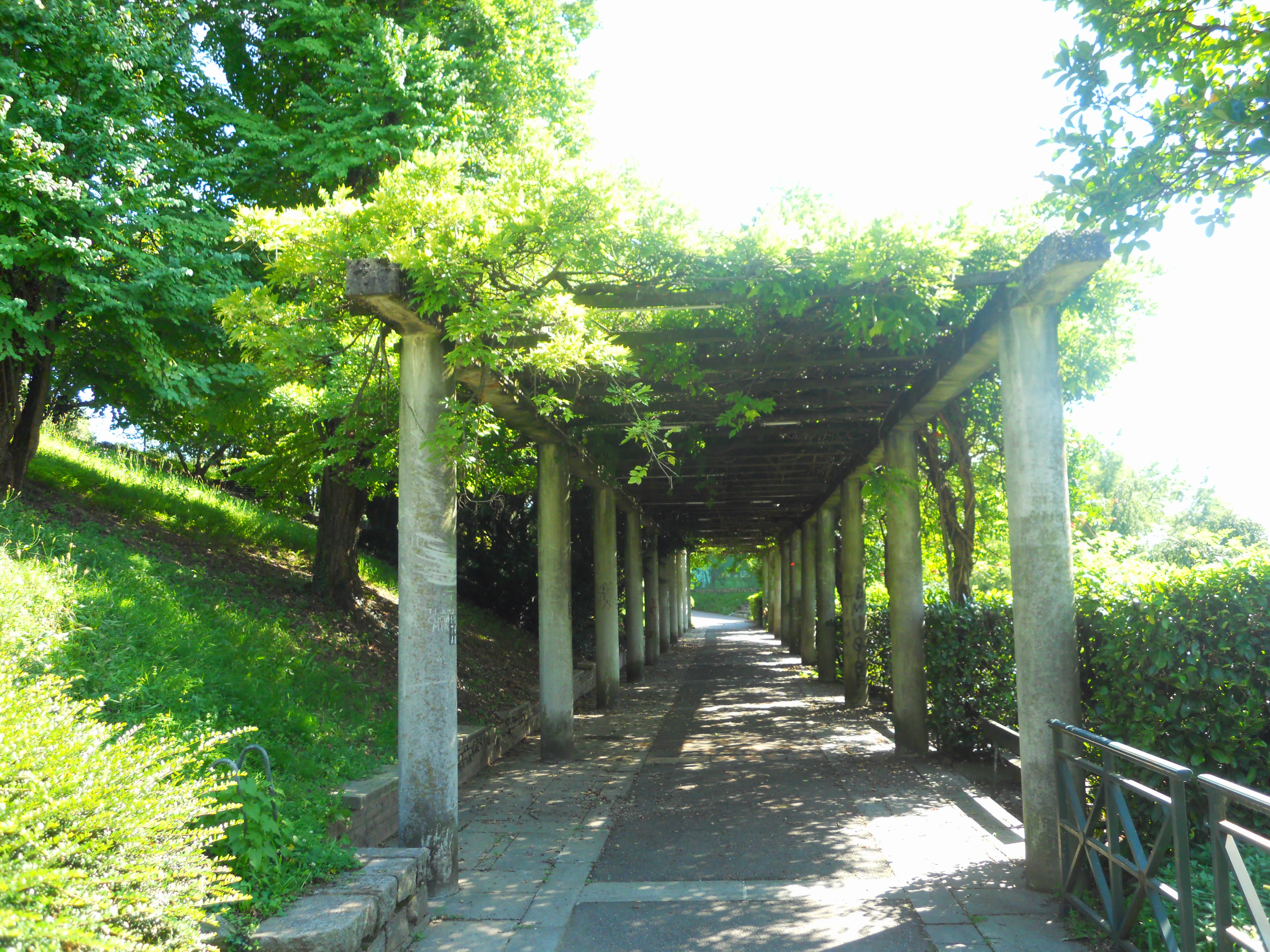
Balconata coperta del parco